# Weißig (Lohsa)
Weißig, obersorbisch Wysokaⓘ, ist ein Ortsteil der sächsischen Gemeinde Lohsa im Landkreis Bautzen. Er befindet sich im Biosphärenreservat Oberlausitzer Heide- und Teichlandschaft und liegt im nördlichen Teil des sorbischen Siedlungsgebietes der Oberlausitz.

## Geographie
Weißig liegt südlich von Lohsa in Form eines Gassendorfes zwischen Hermsdorf/Spree und Steinitz. Zwischen Weißig und Caminau im Westen liegt ein Tagebau, östlich der Ortslage fließt die Kleine Spree in nördlicher Richtung. Der Ort ist umgeben von mehreren großen Wäldern.
Der Ort Weißig liegt am Fuße des 160 m ü. NN hohen Eichbergs, an dessen Spitze sich ein Denkmal befindet.

## Geschichte

### Ortsgeschichte

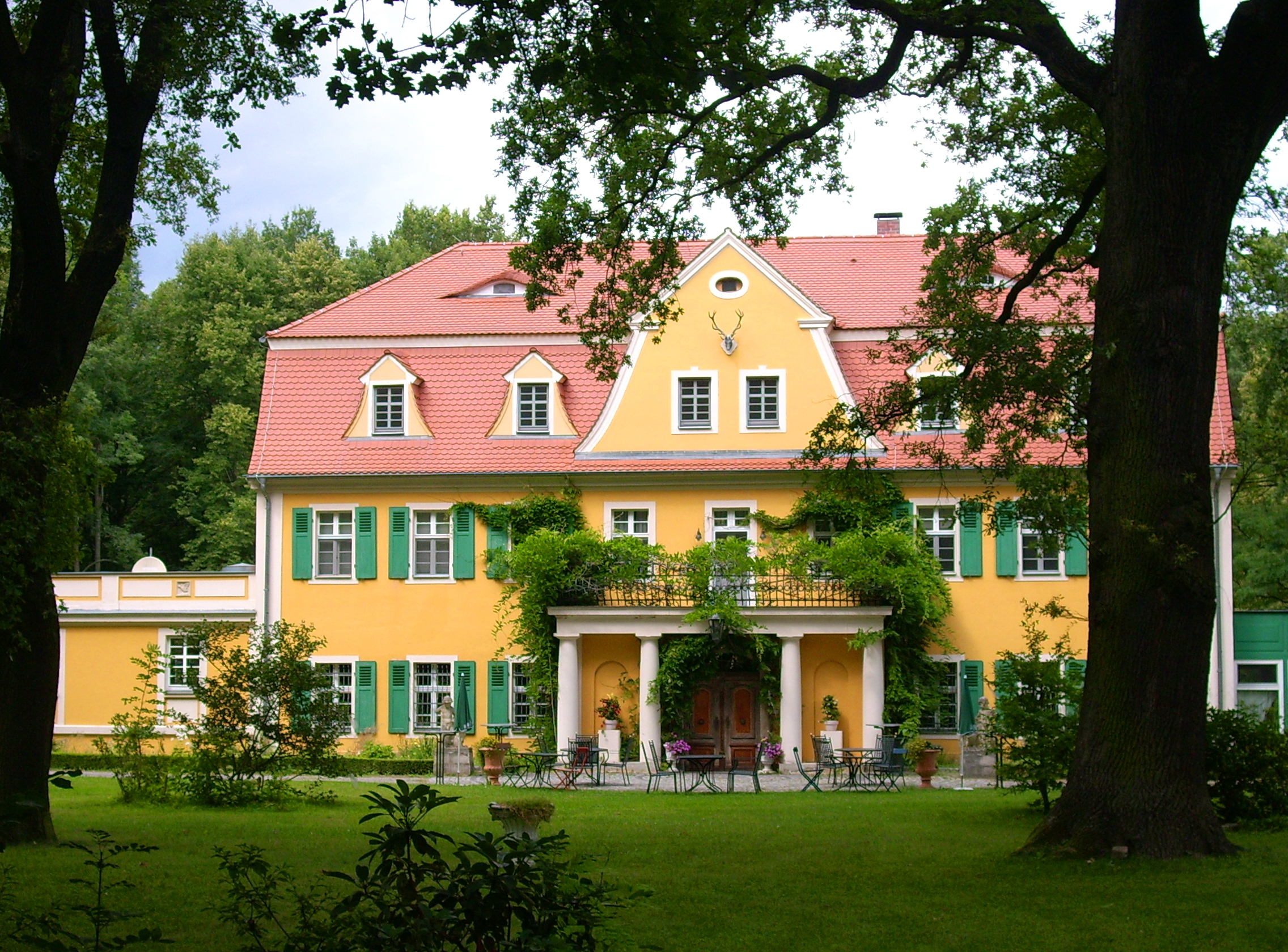
Das Schloss in Weißig

Als Weissag wurde der Ort 1419 erstmals urkundlich erwähnt. Die beiden im 15. Jahrhundert entstandenen Rittergüter vereinigte Hans Siegmund von Luttitz 1676.
Im Mai 1813 war der Eichberg Schauplatz einer Schlacht zwischen dem napoleonischen um den preußischen und russischen Heeren. Durch den Wiener Kongress kam das vormals sächsische Dorf 1815 mit dem größeren Teil der Lausitz zum Königreich Preußen, zwei Grenzsteine an der südlichen Gemarkungsgrenze markierten fortan die preußisch-sächsische Landesgrenze. Anders als beispielsweise das später umgefarrte Dorf Dauban im benachbarten Rothenburger Kreis konnte Weißig im sächsischen Kirchspiel Königswartha verbleiben. 1825 kam Weißig durch Gründung des Landkreises Hoyerswerda von der Provinz Brandenburg zur Provinz Schlesien.
Im 19. Jahrhundert wurde das Gut Weißig, seit 1816 in bürgerlichem Besitz, mit den nördlich benachbarten Gütern Steinitz und Kolbitz verbunden. Das im 17. Jahrhundert errichtete Schloss Weißig diente zeitweilig als Jagdschloss. Auf dem Eichberg wurden zwei Steinbrüche betrieben, und unter Gutsbesitzer Tholuck nach 1870 in zwei Schächten vergeblich nach Steinkohle gesucht.
Weißig wurde 1938 nach Hermsdorf/Spree eingemeindet und 1945 nach Steinitz umgegliedert, kam jedoch schon 1948 wieder zur Gemeinde Hermsdorf/Spree. Nach dem Zweiten Weltkrieg strömten viele Deutsche aus den ehemaligen Ostgebieten in die sorbisch geprägte Region, was nach den Repressalien der NS-Zeit zu einer weiteren Verdrängung der sorbischen Sprache aus dem Alltag führte.
Seit dem 1. Januar 1994 gehört Hermsdorf zusammen mit Weißig zur Gemeinde Lohsa.

### Schlacht am Eichberg
(auch: Gefecht bei Königswartha und bei Neschwitz)
Der Eichberg liegt inmitten der Ebene eines Urstromtales, weist eine Höhe von 161 m auf und war im Mai 1813 Schlachtort der Kämpfe Verbündeter Truppen Preußens und Russlands gegen die Napoleons und seiner Verbündeten, darunter das Königreich Sachsen. Napoleons Rückzug nach der Niederlage in Russland führte seine neu von ihm gesammelten Verbände unter anderem durch die Oberlausitz. Daraufhin riefen der russische Oberbefehlshaber, General Wittgenstein, sowie der preußische General Blücher die sächsischen Jugendlichen auf, als Freiwillige den Verbündeten beizutreten. Dies geschah massenhaft, auch Weißiger waren unter den Freiwilligen. Am 19. Mai 1813 rückte Marschall Ney, von Hoyerswerda kommend, mit 60.000 Mann gegen preußisch-russische Truppenverbände bei Bautzen vor. Ziel des preußisch-russischen Heeres, das unter dem Oberbefehl des Grafen Barclay de Tolly stand, war Neys Truppen nicht mit den anderen französischen Verbänden, die schon vor Bautzen standen, zusammenkommen zu lassen.
Am 19. Mai 1813 um 14 Uhr traf der preußische General Yorck in Hermsdorf ein. Die erschöpften Truppen sollten dort erst einmal eine Rast einlegen, um sich auf die kommende Schlacht vorzubereiten. Doch hörten diese plötzlich Schlachtenlärm aus Richtung Königswartha. Dort waren die russischen Truppen, die getrennt von Yorck marschierten, mit der italienischen Division Peri in Kämpfe verwickelt. Daher kam es zu keiner Ruhepause für die Yorck’schen Truppen, der General gab sofort den Befehl einzugreifen. Ein Bauer der Gegend  führte eine Husarenabteilung auf dem kürzesten Weg dorthin. Doch am Eichberg bekam Yorck Kontakt zum Feind. Bis um 21 Uhr wurde um den strategisch und taktisch wichtigen Punkt gekämpft. Spät am Abend befahl General Yorck, sich wieder auf die Kreckwitzer Höhen zurückzuziehen. Von den 5673 Mann unter seinem Befehl fielen 246 Soldaten und 13 Offiziere, 1411 Soldaten und 62 Offiziere wurden verwundet. Obwohl die verbündeten russischen und preußischen Armeen die Schlacht verloren, konnte der französische Vormarsch auf Bautzen um rund sieben Stunden aufgehalten werden. Der Divisions-General Peri geriet in Gefangenschaft, ebenso die Generäle St Andrea, Martelli und Balathier. Die Generäle Peri und Martelli war schwer verletzt und starben kurz danach an ihren Verwundungen.
Zum 100. Jahrestag wurde auf dem Gipfel des Eichbergs ein Denkmal aus Granit in Form eines Pyramidenstumpfs erbaut. Das umfriedete Denkmal trägt alte Kanonenkugeln, die schon verwittert sind. „Den gefallenen Helden“ steht auf der obersten Gedenktafel.

### Der Eichberg als geologisches Denkmal
Nur wenige Schritte neben dem oben erwähnten Denkmal steigt man in breitflächige Gruben hinab, die nicht von der Natur aus entstanden sind. Man steht hier auf einem geologischen Denkmal. Vor vielen Jahren wurden hier Vorkommen von Alaunschiefer entdeckt, von dem man glaubte, ihn als Dachschiefer verwenden zu können. Das graublaue Gestein ist jedoch zu bröckelig, da es schon vor etwa 500 Millionen Jahren entstand, also noch vor Entstehen von Granit und Dachschiefer, im Silur entstanden. Dieses Gestein wurde durch die kaledonische Gebirgsbildung hochgehoben, so finden sich im Alaunschiefer geometrisch geformte Zeichen, Millionen Jahre alte Spuren von Lebewesen, so genannten Graptolithen, Leitfossilien des  Silur. In diesen Schichten fanden sich auch Kupfervorkommen, jedoch nicht in abbauwürdiger Menge. So blieb es nur bei Versuchen des Abbaus. Die breiten, tiefen Gruben sind so auf bergmännische Schürfversuche zurückzuführen. Am einsamen Berg in der Heide hat sich ein alter sorbischer Volksbrauch erhalten, das Oster-Böllerschießen. Sorbisch heißt der Eichberg Dubič.

### Bevölkerungsentwicklung
| Jahr | Einwohner |
| ---- | --------- |
| 1825 | 128       |
| 1871 | 188       |
| 1885 | 131       |
| 1905 | 121       |
| 1925 | 119       |
| 2007 | 76        |
| 2009 | 76        |

Im Jahr 1600 lebten in Weißig drei Gärtner und 15 Häusler. Knapp 10 Jahre nach Ende des Dreißigjährigen Krieges (1618–1648) waren nur noch die 15 Häuslerstellen besetzt. Beim sächsischen Landesrezess 1777 wurden Gärtner- und eben soviele Häuslerstellen nach Dresden gemeldet, doch schon Anfang des 19. Jahrhunderts hatte sich das Verhältnis auf sechs Gärtner- und 22 Häuslerstellen verschoben.
Im Rahmen der ersten preußischen Erhebung wurden 1825 128 Einwohner gezählt, deren Anzahl bis 1871 um beinahe die Hälfte auf 188 stieg, jedoch schon 1905 den alten Stand unterschritten hatte. 1925 gehörten 116 der 119 Einwohner der evangelischen Konfession an.
Noch im 19. Jahrhundert war die Bevölkerung nahezu gänzlich sorbisch. Etwa 1884 ermittelte Arnošt Muka unter den 154 Einwohnern nur einen Deutschen.